# Vidro soprado

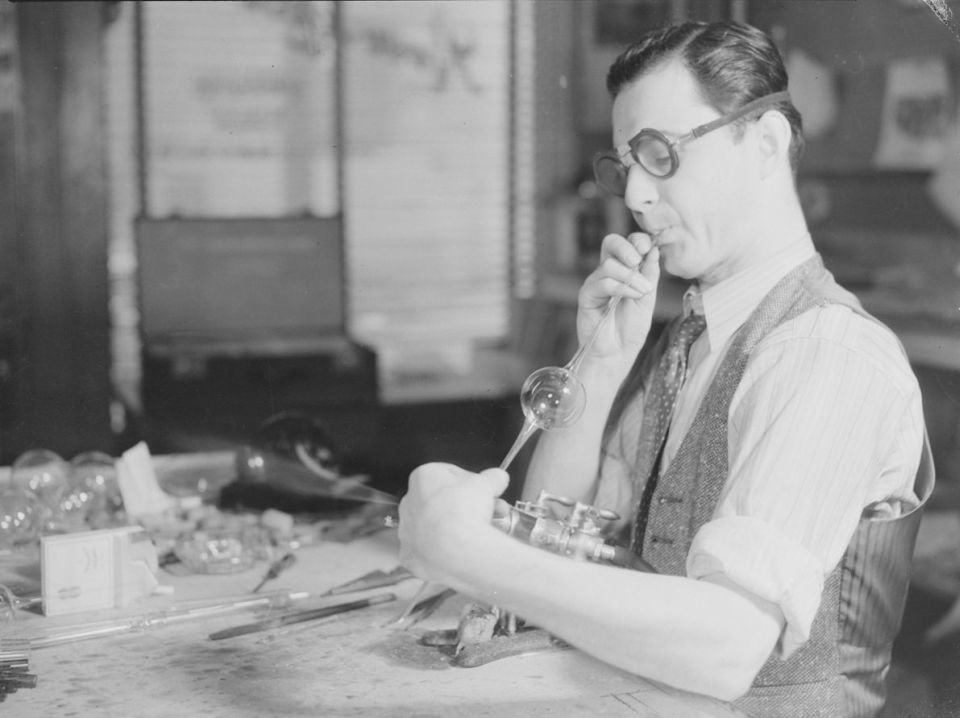
Assoprador de vidro Romeo Lefebvre em Montreal em 1942.

Vidro soprado é uma técnica de moldar o vidro que envolve inflar o vidro fundido em uma bolha (ou parison) com o auxílio de uma cana (ou tubo de sopro). Quem trabalha assoprando vidro (freqüentemente chamado de vidreiro) manipula o material com o uso de um maçarico menor, como aqueles usados na produção de vidro de precisão para laboratório a partir de vidro de borossilicato.